# Ochlockonee
Le fleuve Ochlockonee ((en) Ochlockonee River) est un fleuve des États-Unis, long de 580 km, qui prend sa source dans le comté de Worth, au sud-ouest de la Géorgie). Il s'écoule en direction du sud-ouest vers la Floride, où il traverse les comtés de Gadsden, Leon, Liberty, Wakulla et Franklin avant de se jeter dans le Golfe du Mexique, dans le baie d'Ochlockonee.

## Histoire
D'ancien documents espagnols font parfois référence au fleuve Ochlockonee sous l'appellation de Rio Agna ou de Rio de Lagna, alors qu'une carte datant de 1683 indique Rio Lana. Les noms « Lagna » et « Lana » sont sans doute la transcription phonétique en espagnol du mot muscogee, LAH'nee, qui signifie « jaune ». Les argiles jaunes et rouges des Red Hills donnent à la rivière une couleur jaunâtre. Les cartes britanniques du XVIIIe siècle mentionnent Ogeelaganu ou Ochloconee, noms qui reprennent sans doute la saveur de son nom Hitchiti. Les variations du nom continuèrent au cours des siècles avec O-clock-ney utilisée en 1822 et Ockatockany en 1855.
Vers 1840, Fort Stansbury fut établi le long du fleuve. Ce fort fut important dans la déportation  des indigènes lors de la Seconde Guerre séminole. Des bateaux remontaient le fleuve pour capturer et emporter les Indiens vers le Golfe du Mexique puis, de là, vers le territoire indien. En 1844, cependant, Fort Stansbury fut abandonné.

## Source
- « Ochlockonee River » dans Del Marth et Marty Marth, eds. The Rivers of Florida. Sarasota, Florida: Pineapple Press, 1990.  (ISBN 0-910923-70-1).